# النار والجليد (فلم)
النار والجليد (بالإنجليزية: Fire and Ice) هو فيلم رسوم متحركة للبالغين أمريكي تم إنتاجه في سنة 1983 وهو من إخراج رالف باكشي وبطولة سوزان تيريل وماجي روسويل، وقد تم توزيع الفيلم مع قبل شركة توينتيث سينشوري فوكس. تتكلم قصة الفيلم عن قيام ملكة الجليد الشريرة جوليانا وابنها نيكرون بمحاولة تدمير ودفعه عن طريقها إلى خط لتواجه جارول ملك النار، وأثناء ذلك تهرب تيغرا ابنة الملكة ألتي ارادت تزويجها وتلتقي بمحارب شاب اسمه لاري يحاول انقاذها.